# Waltz for Debby (composition)
Pour les articles homonymes, voir Waltz for Debby.
 (octobre 2018).
Si vous disposez d'ouvrages ou d'articles de référence ou si vous connaissez des sites web de qualité traitant du thème abordé ici, merci de compléter l'article en donnant les références utiles à sa vérifiabilité et en les liant à la section « Notes et références ».
Waltz for Debby (alias  Waltz for Debbie) est une valse en fa majeur composée par le pianiste de jazz Bill Evans. Evans a composé cette pièce en hommage à sa nièce  Debby (fille de son frère, le pianiste Harry Evans).
La première version enregistrée se trouve sur l'album New Jazz Conceptions (1956). Evans a joué ce thème tout le long de sa carrière.
Gene Lees a écrit ultérieurement des paroles en anglais. 
Beppe Wolgers a écrit des paroles en suédois (Monica Vals). La chanteuse Monica Zetterlund l'a enregistrée sous ce titre sur l'album Waltz for Debby (1964).
Ce thème est un standard de jazz, repris par de nombreux musiciens. Parfois, la métrique à trois temps est maintenue tout le long du morceau. Parfois, le thème est repris sur une métrique à 4 temps.

## Interprétations

### Par Evans
- New Jazz Conceptions (1956)
- Waltz for Debby (1961)
- Know What I Mean ? (1961, avec Cannonball Adderley)
- Waltz for Debby (1964, avec Monica Zetterlund)
- You're Gonna Hear From Me (enregistré en 1969)
- The Bill Evans Album (1972)
- The Tony Bennett: Bill Evans Album (1975, avec Tony Bennett)

### Par d'autres (liste alphabétique non exhaustive)
- Gordon Beck - Seven Steps to Evans (1980)
- Gary Burton et Chick Corea – The New Crystal Silence (2008)
- Eliane Elias - Something for You : Eliane Elias Sings & Plays Bill Evans (2008)
- Jim Hall - By arrangements (1998)
- Johnny Hartman – The Voice That Is! (1964)
- Ilse Huizinga – Voices Within (1999)
- Ahmad Jamal - Waltz for Debby (2003)
- Al Jarreau – Accentuate the Positive (2004)
- Earl Klugh – Earl Klugh (1976)
- Kronos Quartet - Music of Bill Evans (1986)
- David Matthews – Waltz for Debby (1987)
- John McLaughlin – Time Remembered: John McLaughlin Plays Bill Evans (1993)
- Oscar Peterson – Affinity (1962), Nigerian Marketplace (1981), Freedom Song (1982), The Lamp Is Low (1994)
- Quire - Groupe vocal de Christiane Legrand - Quire (1976)
- Bud Shank - Bud Shank Plays The Music Of Bill Evans (1996), Taking the Long Way Home (2006)
- Jean-Yves Thibaudet -  Conversations with Bill Evans (1997)
- Toots Thielemans - Toots 75 : The Birthday Album (1998)
- Ralph Towner – Open Letter (1991)